# Carl Johan Lind
Carl Johan Lind (Suecia, 25 de mayo de 1883-2 de febrero de 1965) fue un atleta sueco, especialista en la prueba de lanzamiento de martillo en la que llegó a ser subcampeón olímpico en 1920.

## Carrera deportiva
En los JJ. OO. de Amberes 1920 ganó la medalla de bronce en el lanzamiento de peso de 25 kg, llegando hasta los 10.255 metros, siendo superado por los estadounidenses Patrick McDonald que con 11.265 m batió el récord olímpico, y Patrick Ryan (plata). Además ganó la medalla de plata en el lanzamiento de martillo, llegando hasta los 48.43 metros, tras el estadounidense Patrick Ryan y superando a otro estadounidense Basil Bennet (bronce con 48.25 metros),